# グローウィン・パートナーズ
グローウィン・パートナーズ株式会社（英文名称：Growin' Partners Inc.）は東京都千代田区に本社を置く、M&Aサービス、バックオフィス業務コンサルティングなどを手掛けるコンサルティング会社である。

## 事業内容
M&A戦略、財務経理･経営管理支援、ERP導入による経営DX化、組織･人事戦略等、コーポレート機能の変革に関するコンサルティングサービス

## 概要
2005年（平成17年）、監査法人トーマツでM&A支援業務・上場支援業務や事業会社のCFO業務等に従事してきた公認会計士らを中心としたスタッフにより設立された。
財務調査等のレポート作成で基本的に顧客が用いる会計ソフトに頼らず、Microsoft Excelを用いて（VBAやマクロも使用せずに）処理を行う業務形態を確立している。
トムソン・ロイター・マーケッツ社が発行している「中規模市場M&Aリーグテーブル」に2009年から連続でランクインしている。

## 沿革
- 2005年8月 - 東京都千代田区一番町にグローウィン・パートナーズ株式会社を設立
- 2007年3月 - ISO27001取得（認証番号：IS 512647）
- 2009年1月 - 東京都千代田区平河町にオフィスを移転
- 2010年11月 - 子会社としてグローウィン・パートナーズ・アカウンティング株式会社を設立
- 2013年7月 - 東京都千代田区永田町にオフィスを移転
- 2015年8月 - 瀧日公認会計士事務所の名称をグローウィン・パートナーズ会計事務所に名称変更
- 2017年8月 - グローウィン・キャピタル株式会社を設立し、ベンチャーキャピタル事業開始
- 2018年11月 - M&A WORLDWIDE加盟
- 2019年
  - 7月 - 有料職業紹介事業の許可を取得（許可番号：13-ユ-310987）
  - 12月 - プライバシーマーク取得（登録番号：10840688）
- 2021年1月 - 株式会社タナベ経営（東証一部：9644）と資本業務提携契約を締結し、グループに参画
- 2023年5月 - 東京都千代田区紀尾井町にオフィスを移転